# Penetrantia brevis
Penetrantia brevis är en mossdjursart som beskrevs av Silén 1946. Penetrantia brevis ingår i släktet Penetrantia och familjen Penetrantiidae. Inga underarter finns listade i Catalogue of Life.